# Phyllanthus martii
Phyllanthus martii är en emblikaväxtart som beskrevs av Johannes Müller Argoviensis. Phyllanthus martii ingår i släktet Phyllanthus och familjen emblikaväxter. Inga underarter finns listade i Catalogue of Life.